# 전통짚풀공예 제작기능 심경임
전통짚풀공예 제작기능 심경임은 대한민국 경기도 파주시 월롱면에 있다. 2002년 7월 29일 파주시의 향토문화유산(무형) 제2호로 지정되었다.

## 개요
농경민족인 우리나라는 짚과 풀을 이용하여 농경생활에 쓰이는 용구를 직접 만들어 사용해 왔다. 그러나 산업화 과정을 거치면서 화학제품의 출현은 짚풀로만든 용구들을 사라지게 하고 말았다. 전통짚풀공예 제작 심경임 기능보유자는 젊어서부터 짚을 이용한 용구들을 만들어 왔으며 지금도 며느리에게 제작기능을 전수하는 등 초고공예가의 달인이다. 심경임 기능보유자는 짚을 이용한 맷방석 제작에 뛰어난 기능을 보유하고있는데 적당한 시기에 짚을 수확 해 속심을 빼서 만들어진 맷방석은 윤기가 흐르고 매우 정교하게 제작됨을 알 수 있다. 1999년부터 매년 실시해 온 파주시 짚풀문화공예품 공모전에서 대상을 비롯해 특별상, 우수상 등 여러 차례 입상한 경력을 가지고 있다. 특히 여성특유의 섬세한 제작 기법을 통한 도래멍석의 제작에 뛰어난 기능을 보유하고 있다.